# 조리 (도구)
조리(笊籬)는 쌀을 이는 데에 쓰는 기구이다. 가는 대오리나 싸리 따위로 결어서 조그만 삼태기 모양으로 만든다. 음력 정월 초하룻날 새벽에, 그해의 복을 조리로 일어 얻는다는 뜻에서 부엌이나 안방, 마루 따위의 벽에 걸어 놓는 조리는 "복조리"라 부른다.

## 같이 보기
- 복조리